# Вагени (аэропорт)
Аэропорт Вагени (фр. Aéroport de Wageni) (ИКАО: FSAL) — частный аэропорт, принадлежащей компании Enzymes & Raffineries Company во владении политика Жан-Пьера Бемба. Не смотря на свой статус, он открыт для общественных перевозок и обслуживает город Бени, в провинции Северное Киву Демократической Республики Конго. Находится в северо-восточной части города.